# Intercités de nuit

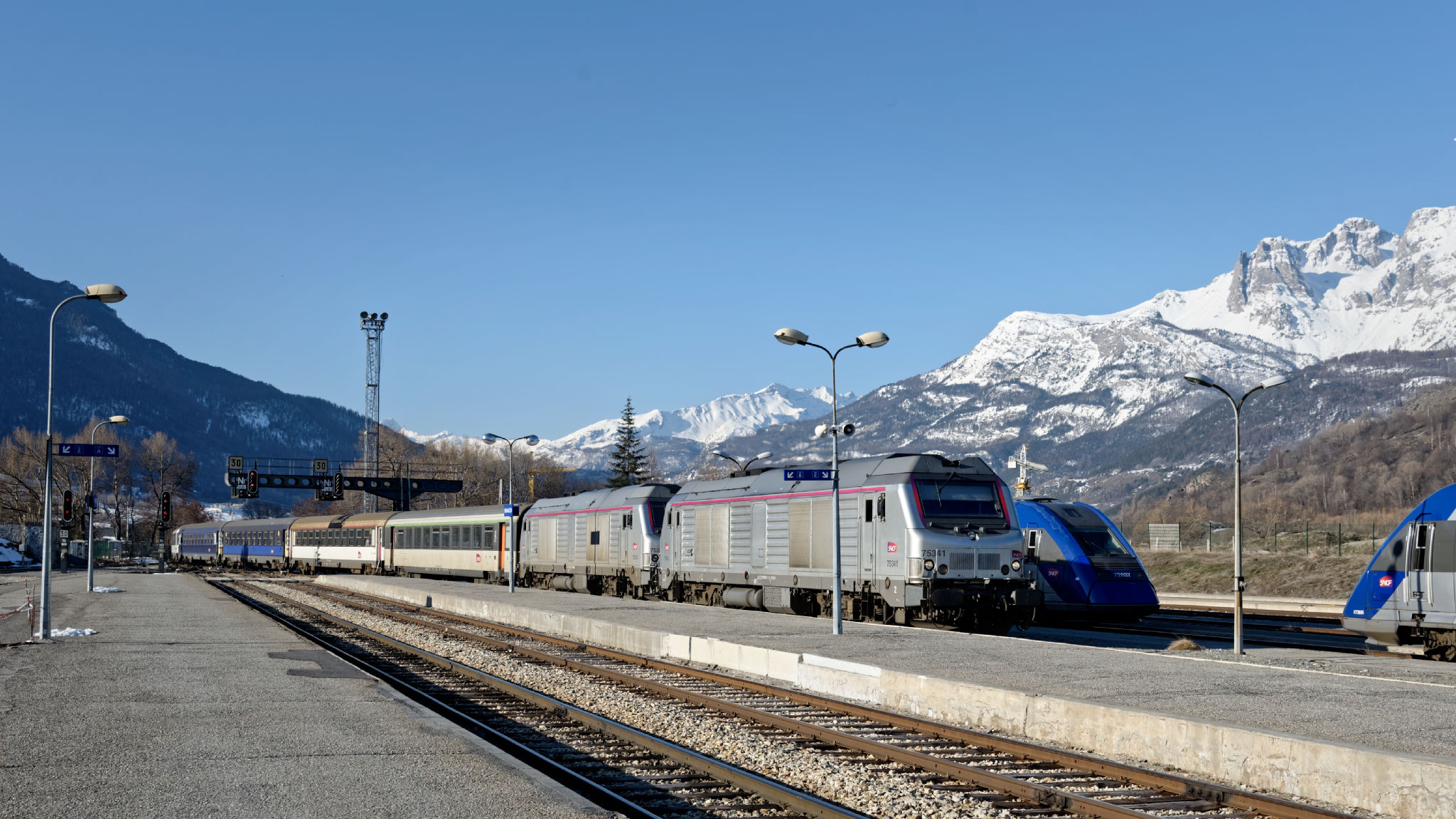
Intercités de Nuit proveniente da Parigi Austerlitz in arrivo a Briançon.

Intercités de nuit è il nome commerciale, introdotto nel 2012, dei servizi ferroviari notturni gestiti da SNCF Voyages (parte del gruppo SNCF che si occupa del trasporto ferroviario a lunga percorrenza). Dal 2004 al 2012, anno in cui il marchio è stato eliminato e inglobato nei servizi Intercités, il servizio era noto con il nome di Lunéa. 
I treni non effettuano fermate tra mezzanotte e le 5.30. Alcuni compartimenti sono riservati solo alle donne.
Il servizio fa parte dei Trains d'Équilibre du Territoire (treni di equilibrio del territorio) in seguito a una convenzione tra lo Stato francese e SNCF.